# Sondernutzungserlaubnis

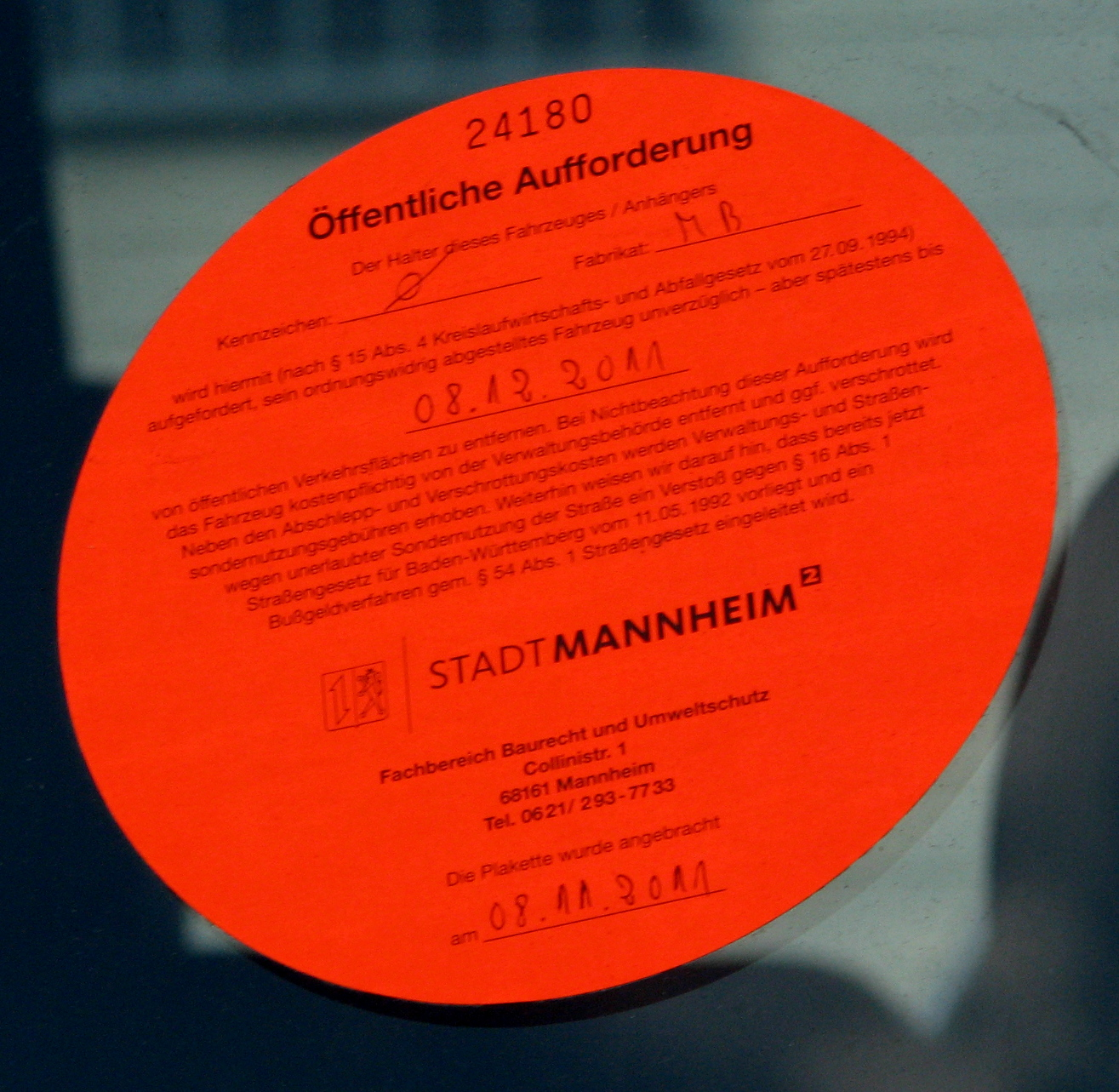
Aufkleber auf einem geparkten PKW ohne Nummernschilder, wegen unerlaubter Sondernutzung der Straße

In Deutschland ist eine Sondernutzungserlaubnis eine behördliche Genehmigung für eine über den Gemeingebrauch von Straßen, Wegen und Plätzen hinausgehende Nutzung des öffentlichen Verkehrsraums durch eine Person oder mehrere Personen sowie durch Sachen. Sie wird von der zuständigen Kommunalverwaltung auf Antrag erteilt und ist ein Verwaltungsakt und kann mit Nebenbestimmungen versehen werden. Ein Anspruch auf Erteilung besteht grundsätzlich nicht. Gegebenenfalls sind Richtlinien des Ortsrechtes (Satzungen) zu berücksichtigen.
Sondernutzungserlaubnisse sind in der Regel für Baustellen, Infostände, Ausstellungen, Kundenstopper, Plakatierung (auch Wahlplakate und Aufkleber) und je nach Satzung auch künstlerische Darbietungen erforderlich.
Liegt eine unerlaubte Sondernutzung vor, so kann diese je nach Landesrecht als Ordnungswidrigkeit geahndet werden.